# Aron Pálmarsson
Aron Pálmarsson, islandski rokometaš, * 19. julij 1990, Hafnafjörður, Islandija.
Trenutno (avgust 2011) igra za nemški rokometni klub THW Kiel.